# Grå lavskrika
Grå lavskrika (Perisoreus canadensis) är en fågel i familjen kråkfåglar inom ordningen tättingar. 
Fågeln påträffas på tajgan i Nordamerika norrut till trädgränsen och i alpina områden strax under trädgränsen söderut till New Mexico och Arizona. Den anpassar sig väl till mänsklig aktivitet i dess revir och kan närma sig människor för att få mat. IUCN betraktar arten som livskraftig, men populationer i den södra delen av utbredningsområdet kan komma att påverkas negativt av global uppvärmning. 

## Utseende och läte
Grå lavskrika är en ganska stor (25–29 cm) och satt sångfågel med kort och knubbig näbb. Huvudet är runt, stjärten relativt lång och vingarna breda och runda. Den gör skäl för sitt namn med en i stort helt grå fjäderdräkt, ovan mörkgrå och under ljusgrå, med ett gråvitt huvud med mörkare grå nacke. Fåglar i Klippiga Bergen har ett nästan helt gråvitt huvud med bara någon mörkare fläck i nacken.
Sången är på kråkfågelmanér lågmäld, en serie viskande mjukt melodiska toner uppblandade med dämpade klickande ljud. Jämfört med andra kråkfåglar är den mer tystlåten, men olika sorters hårda tjattrande ljud till klara visslingar kan höras. Den kan även härma andra fåglar som trollsparvuggla, fjällvråk, stenfalk, tallbit, rödstjärtad och bredvingad vråk, amerikansk kråka och blåskrika, troligen med syfte att förvirra rovfågeln eller signalera ett hot till andra grå lavskrikor.

## Utbredning och systematik
Grå lavskrika delas in i åtta underarter med följande utbredning, som i sin tur utgör tre polytypiska grupper:
canadensis-gruppen
- Perisoreus canadensis pacificus – centrala Alaska söderut genom sydvästra Alaska till centrala och kustnära British Columbia
- Perisoreus canadensis canadensis – nordvästra Alaska och norra Kanada (Yukon och Northwest Territorires söderut till södra British Columbia och sydvästra Alberta, österut till Quebec och söderut in i norra delarna av Minnesota, Wisconsin och Michigan, norra New York och norra New England
- Perisoreus canadensis albescens – västra Kanada öster om Klippiga Bergen från nordöstra British Columbia och nordvästra Alberta söderut till nordcentrala USA ((Black Hills, västra South Dakota)
- Perisoreus canadensis nigricapillus – östra Kanada, från norra Quebec till Newfoundland och Nova Scotia

capitalis/bicolor-gruppen
- Perisoreus canadensis bicolor – Klippiga bergen, från sydöstra British Columbia och sydvästra Alberta söderut till östra Washington, centrala Idaho och västra Montana
- Perisoreus canadensis capitalis – Klippiga bergen i västra USA (centrala Idaho och södra Montana till norra New Mexico, även isolerat i östra centrala Arizona)

obscurus-gruppen
- Perisoreus canadensis griseus – sydvästra British Columbia och Vancouver Island till nordöstra Kalifornien
- Perisoreus canadensis obscurus – kustnära områden i nordvästra USA, från Washington till nordvästra Kalifornien

Vissa urskiljer även underarten sanfordi med utbredning på Newfoundland.

### Släktskap
Arten är en av tre arter i släktet Perisoreus. Genetiska studier visar att dessa är närmast släkt med blåskatorna i Cyanopica. 

## Ekologi
Grå lavskrika lever året runt i permanenta revir i barrskog. Typiska träd i utbredningsområdet är banksianatall, contortatall, engelmannsgran, svartgran och vitgran. Arten är allätare och livnär sig bland annat av leddjur som bin, gräshoppor, fästingar, skalbaggar och deras larver, av möss och ungfåglar, av kadaver och av olika växtdelar som nötter, bär och frukter (till exempel från virginiahägg). Grå lavskrika äter även svampar och lav. Artens saliv är klibbig och det används för att fästa föda på grenarnas undersida. Så skapas ett förråd för den kalla årstiden.
Fåglarna bildar monogama par. I reviret lever också ofta en ungfågel som paret har fött upp det föregående året. Hanen bygger under våren boet som liknar ett tefat i formen och som placeras oftast på en gren vid trädets södra sida. Boet ligger 2,5 till 9 meter ovanför marken och det byggs av kvistar och bark. Det mjuka toppskiktet skapas av fjädrar och kokong från spindlar. För att bygga nästet behöver hanen ungefär en månad. Grå lavskrika parar sig i mars eller april och sedan lägger honan två till fem blekgröna till grågröna ägg. Hos arten ruvar endast honan och äggen kläcks efter två till tre veckor. Ungarna matas sedan av båda föräldrar. Efter ungefär fyra veckor får ungarna flygförmåga och efter cirka fem månader är de full utvecklade. Grå lavskrika blir efter två år könsmogen.
Ungdjur strider mot varandra för rätten att stanna i föräldrarnas territorium. De underlägsna ungdjuren kan under gynnsamma förhållanden få anslut till ett vuxet par som under året saknade egna ungar. Andra ungdjur som inte får leva hos äldre exemplar dör vanligen.

## Status och hot
Arten har ett stort utbredningsområde och en stor population med stabil utveckling. Utifrån dessa kriterier kategoriserar IUCN arten som livskraftig (LC).

## Den grå lavskrikan och människan
Den grå lavskrikan utsågs i november 2016 till Kanadas nationalfågel.

## Bilder

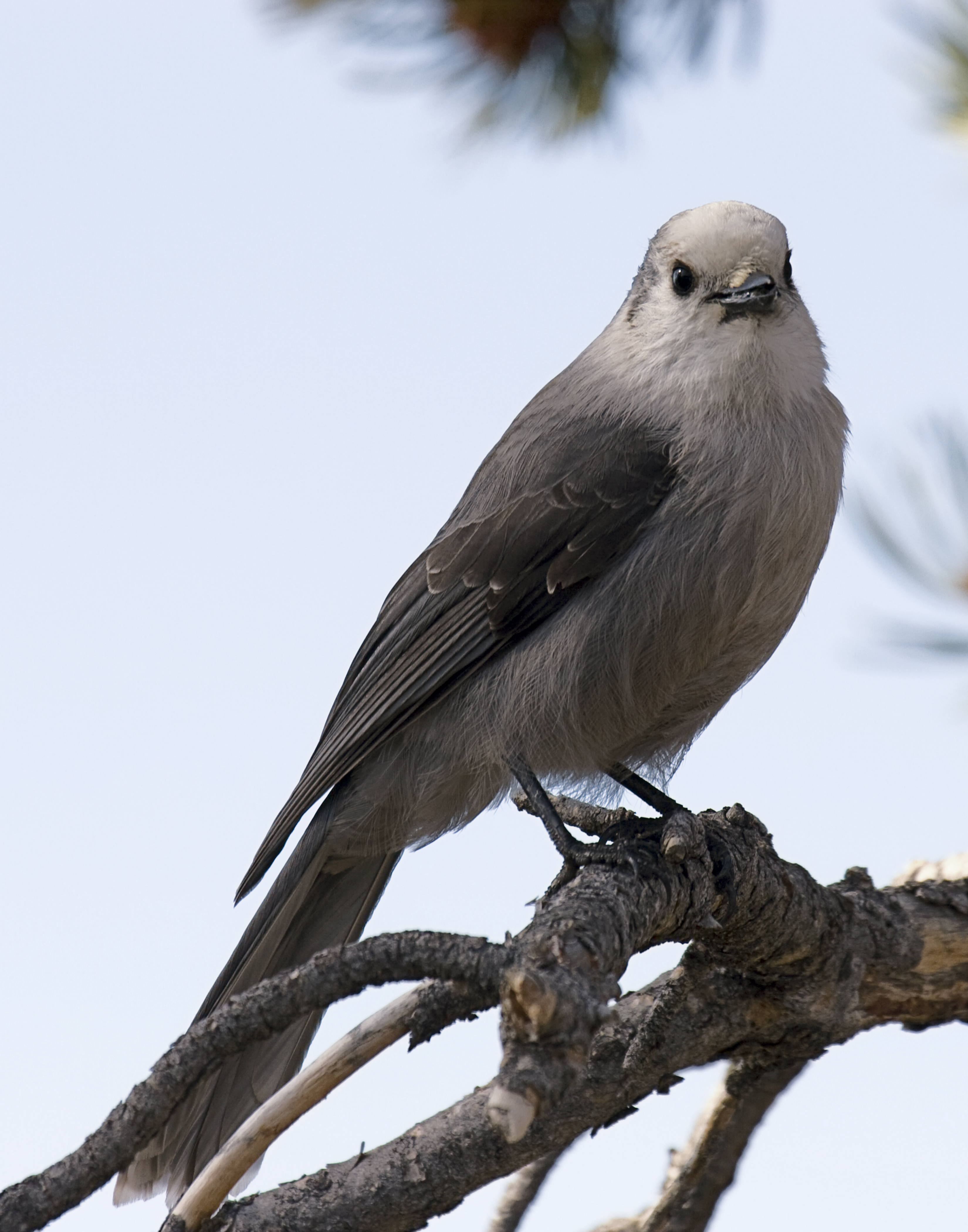
Underarten. P. c. capitalis i Yellowstone nationalpark.
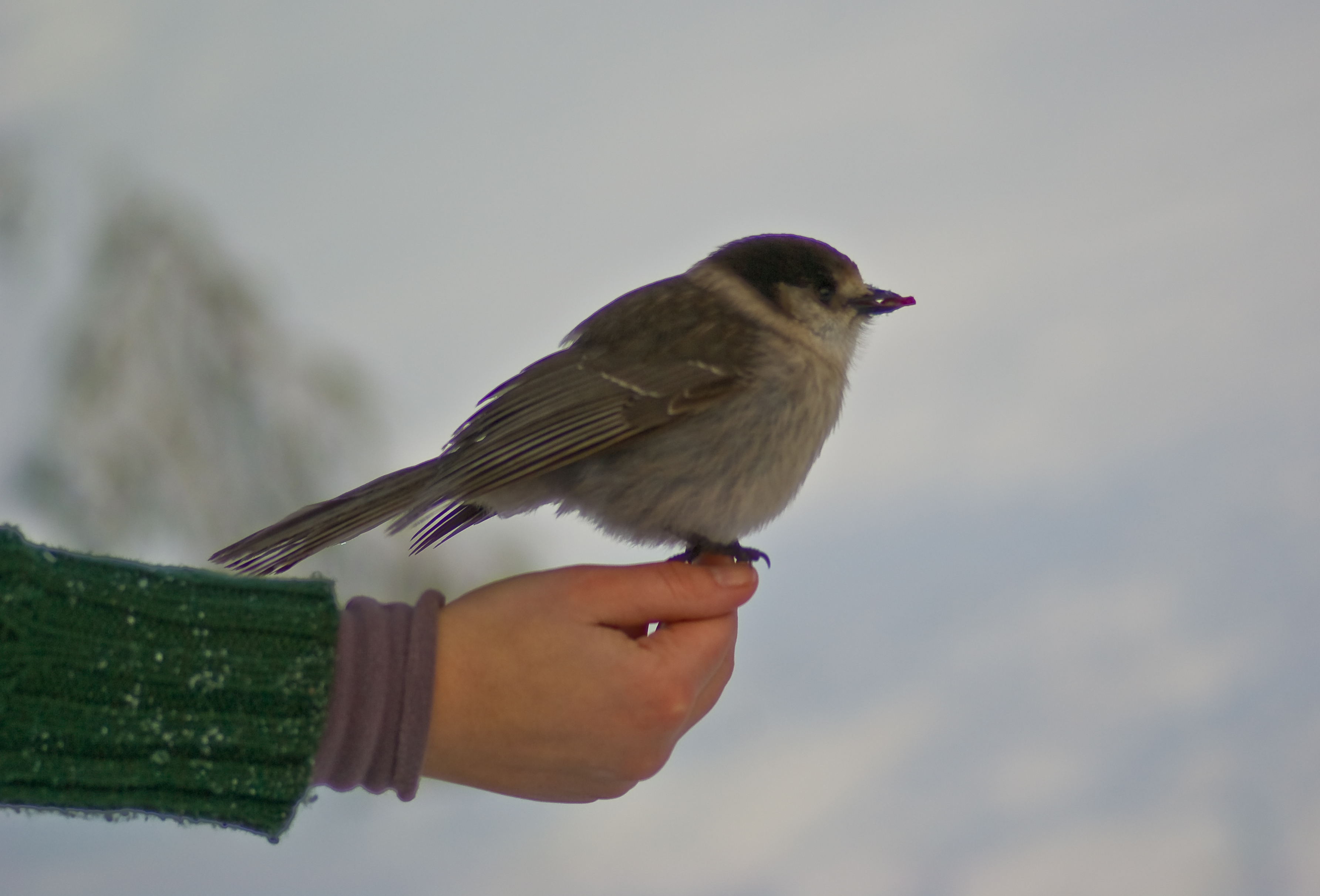
Grå lavskrikor kan vara mycket orädda för människor.
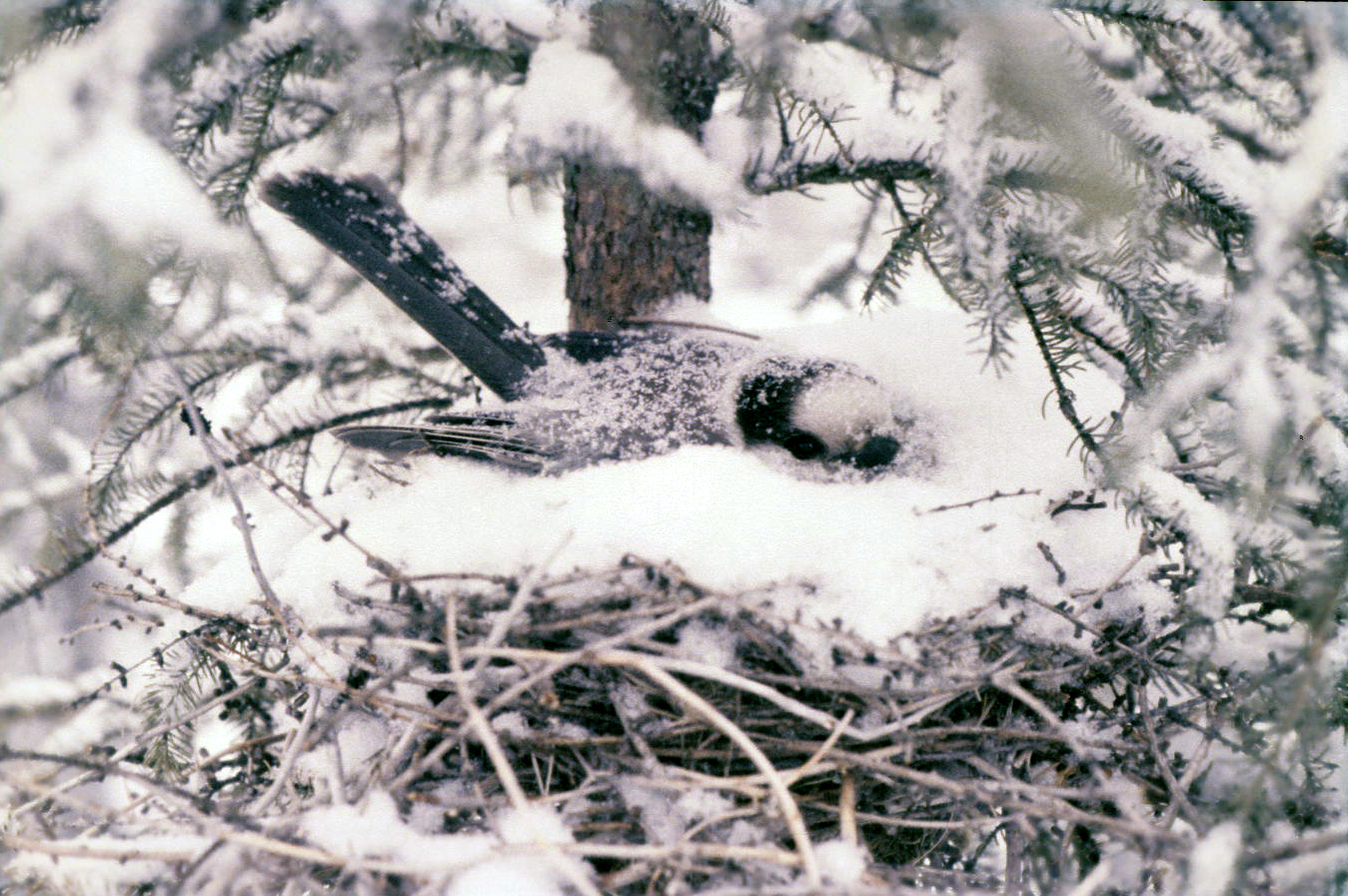
Grå lavskrika häckar mycket tidigt på året.
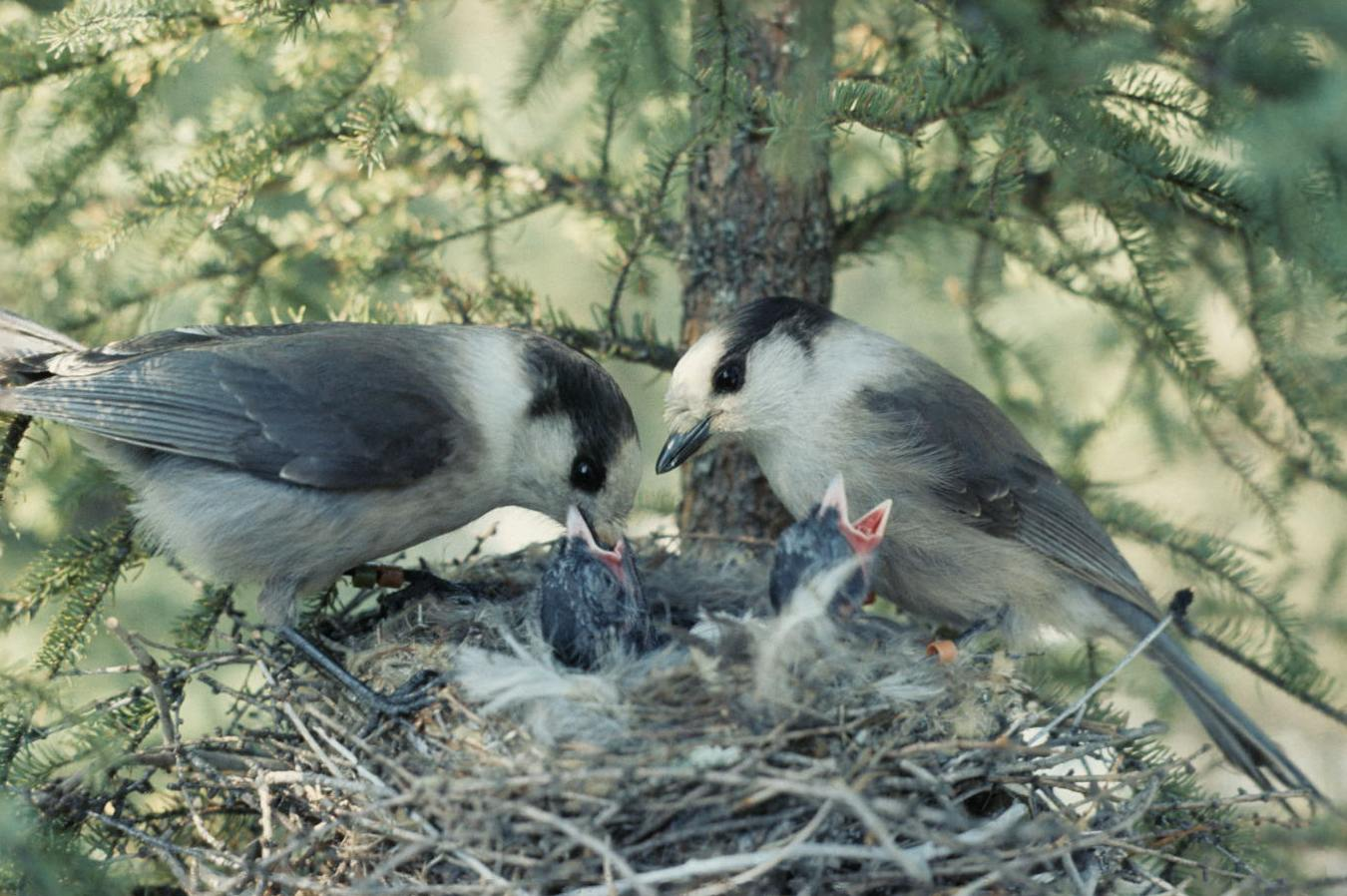
Par som matar sin kull.
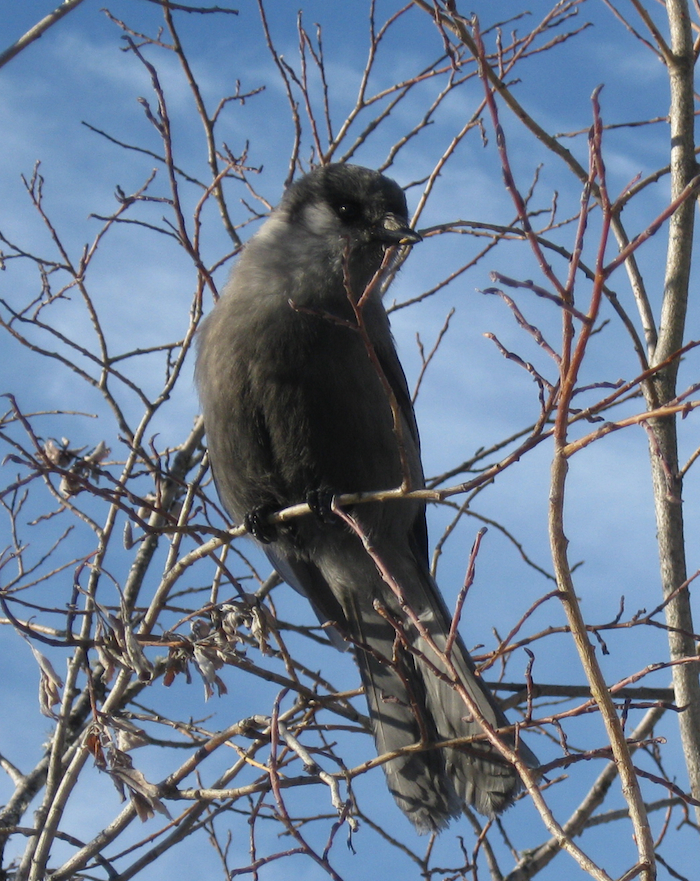
Ungfågel under första vintern. Juvenilen är gråfärgad.
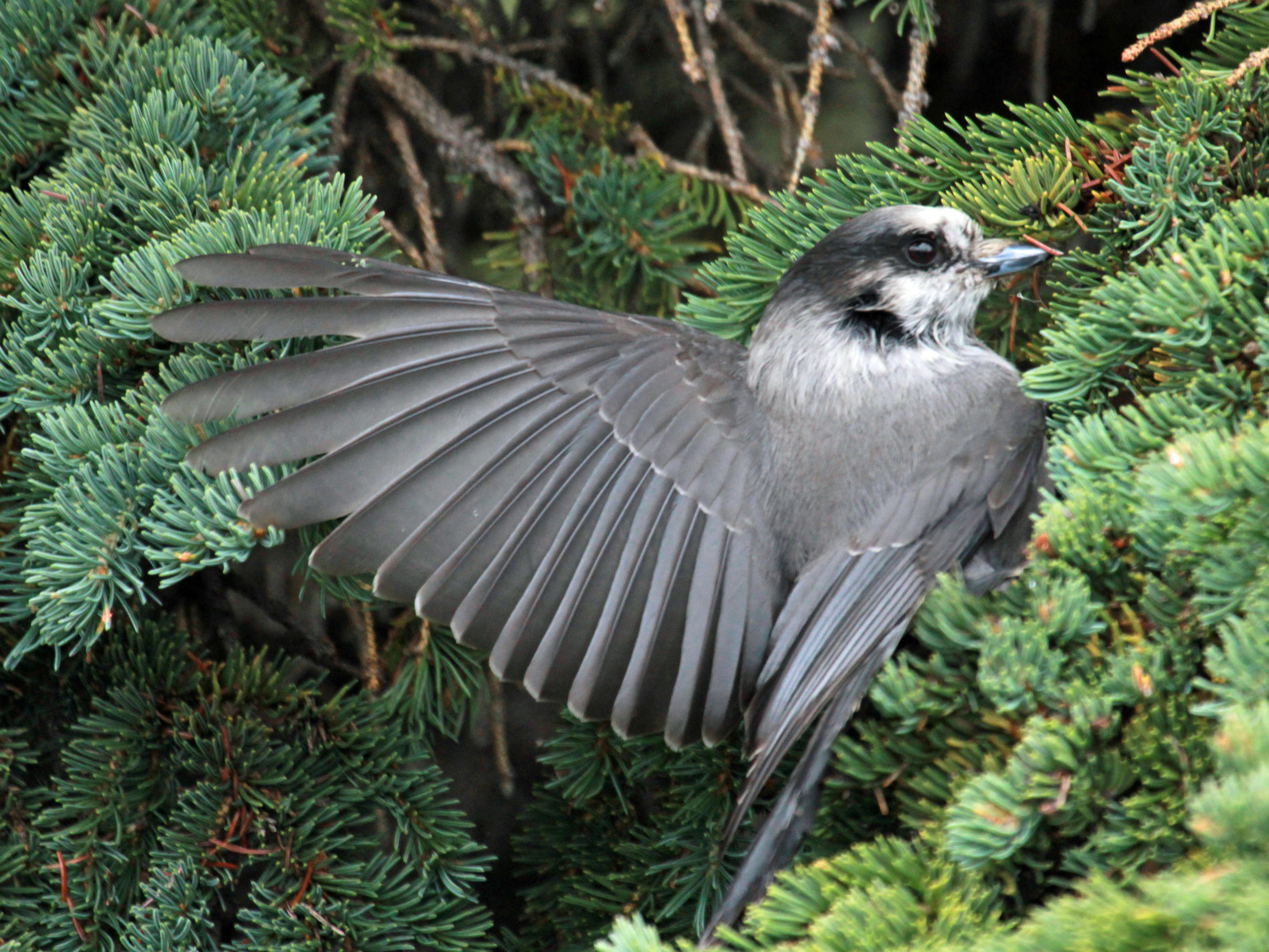